# Doyle's Delight
Doyle's Delight je s 1124 metra najviši vrh Belizea. Nalazi se u planinskom vijencu Cockscomb, ogranku planina Maya u zapadnom Belizeu. Ime Doyle's Delight prvi je upotrijebio u svome izvještaju Sharon Matola 1989. godine. Ime je dao po uzoru na škotskog pisca Arthura Conana Doylea i njegov roman Izgubljeni svijet iz 1912. godine. U novije vrijeme vrh je pokušan preimenovat u Kaan Witz, ali novo ime nije prihvaćeno u narodu.
Dugi niz godina Victoria Peak smatran je najvišom točkom u Belizeu, nedavnim istraživanjima utvrđeno je da je on nešto niži, te ima 1120 metara. Victoria Peak se nalazi istočno od planina Maya u okrugu Stann Creek, za vedrog vremena njegov impozantni vrh je vidljiv s obale. Za razliku od Victoria Peak, Doyle's Delight nema impozantan vrh.
Na vrhu Doyle's Delighta postoji čistina koju koriste belizejska i britanska vojska kao poligon za slijetanje helikoptera. U 2004. i 2007. godini ekolozi su došli na vrhunac pomoću helikoptera. Svrha njihove ekspedicije je bila ispitivanje ekologije i biološku raznolikost u regiji. Istraživali su biljke, gljive, kukce, vodozemce, ptice i male sisavce.